# Callopistria variegata
Callopistria variegata är en fjärilsart som beskrevs av Swinhoe 1895. Callopistria variegata ingår i släktet Callopistria och familjen nattflyn. Inga underarter finns listade i Catalogue of Life.